# Tracheoides modesta
Tracheoides modesta är en fjärilsart som beskrevs av Louis Beethoven Prout 1932. Tracheoides modesta ingår i släktet Tracheoides och familjen nattflyn. Inga underarter finns listade i Catalogue of Life.